# Mariken van Hilten
Mariken Elisabeth van Hilten (* 20. Januar 1964 in Amsterdam) ist eine niederländische Juristin. Seit 2015 ist sie Ratsherrin und seit 2020 Vizepräsidentin am Hohen Rat der Niederlande.

## Leben und Wirken
Van Hilten studierte Rechtswissenschaft an der Universität Leiden. 1992 wurde sie dort mit der finanzrechtlichen Schrift Bancaire en financiële prestaties in de Europese BTW zur Dr. iur. promoviert. Für diese Arbeit erhielt sie 1994 den Staatspreis für finanzwissenschaftliche Veröffentlichungen. Bereits nach ihrem Abschluss hatte sie eine Tätigkeit als Dozentin an der Universität Leiden angenommen, die sie parallel zu einer Tätigkeit als Steuerberaterin bis 1997 ausübte. 1997 wurde ihr eine steuerrechtliche Assistenzprofessur übertragen. Ab 1998 war sie daneben Richterin am Berufungsgericht von ’s-Hertogenbosch. 2002 wechselte sie als Richterin in einer Zoll- und einer Steuerkammer an das Berufungsgericht Amsterdam. Ab dem 1. September 2007 war van Hilten Generalanwältin am Hohen Rat der Niederlande. Von 2009 bis 2012 hatte sie zusätzlich eine außerordentliche Professur für indirekte Steuern an der Vrije Universiteit Amsterdam inne. Zum 1. September 2015 wurde sie zur Ratsherrin am Hohen Rat der Niederlande ernannt. 2016 wurde sie von der Universiteit van Amsterdam zur außerordentlichen Professorin für indirekte Steuern ernannt. Seit dem 1. November 2020 ist van Hilten Vizepräsidentin des Hohen Rates und gleichzeitig Vorsitzende der Steuerkammer.